# Shaoguan
Shaoguan is een stad en prefectuur in het noorden van de Chinese provincie Guangdong. Bij de volkstelling van 2020 had de prefectuur 2.855.131 inwoners. De stad zelf telde 803.375 inwoners. Qua aantal de 18e stad van de provincie Guangdong.

## Geografie
Shaoguan ligt langs de spoorweg Peking-Kanton.
Shaoguan is verdeeld in:
- drie districten：Zhenjiang 浈江区, Wujiang 武江区 en Qujiang 曲江
- twee stadsarrondissementen：Lechang 乐昌 en Nanxiong 南雄
- vier arrondissementen：Renhua 仁化, Shixing 始兴, Wengyuan 翁源 en Xinfeng 新丰
- één autonome arrondissement：Ruyuan 乳源瑶族自治县

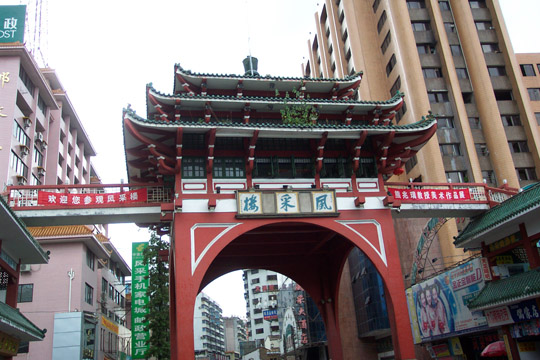
Fengcailou